# Jubilus
Jubilus (łac. "radosny śpiew, czasem niewyraźny") – termin używany przez mistyków chrześcijańskich oznaczający doświadczenie wewnętrznej radości. W piśmiennictwie mistycznym pojęcie Jubilus upowszechniło się od czasów św. Augustyna i Grzegorza Wielkiego.
W kontekście liturgicznym Jubilus oznacza radosną pieśń bez słów, np. alleluja.